# Ferrol (Romblon)
Ferrol is een gemeente in de Filipijnse provincie Romblon op het eiland Tablas. Bij de laatste census in 2007 had de gemeente ruim 6 duizend inwoners.

## Geografie

### Bestuurlijke indeling
Ferrol is onderverdeeld in de volgende 6 barangays:
| - Agnonoc - Bunsoran - Claro M. Recto - Hinaguman - Poblacion - Tubigon |

## Demografie
Ferrol had bij de census van 2007 een inwoneraantal van 6.395 mensen. Dit zijn 471 mensen (8,0%) meer dan bij de vorige census van 2000. De gemiddelde jaarlijkse groei komt daarmee uit op 1,06%, hetgeen lager is dan het landelijk jaarlijks gemiddelde over deze periode (2,04%). Vergeleken met de census van 1995 is het aantal mensen met 623 (10,8%) toegenomen.

De bevolkingsdichtheid van Ferrol was ten tijde van de laatste census, met 6.395 inwoners op 26,72 km², 216 mensen per km².